# Grosser Preis des Kantons Aargau 2011
Il Grosser Preis des Kantons Aargau 2011, quarantottesima edizione della corsa, valido come evento del circuito UCI Europe Tour 2011 categoria 1.HC, fu disputato il 5 giugno 2011 per un percorso di 181,5 km. Fu vinto dallo svizzero Michael Albasini, al traguardo con il tempo di 4h 25' 18" alla media di 41,048 km/h.
Al traguardo 65 ciclisti portarono a termine il percorso.

## Ordine d'arrivo (Top 10)
| Pos. | Corridore         | Squadra        | Tempo    |
| ---- | ----------------- | -------------- | -------- |
| 1    | Michael Albasini  | HTC-Highroad   | 4h25'18" |
| 2    | Giovanni Visconti | Farnese Vini   | s.t.     |
| 3    | Stefan Schumacher | Miche          | s.t.     |
| 4    | Julien Antomarchi | VC La Pomme    | s.t.     |
| 5    | Julien Loubet     | AG2R La Mon.   | s.t.     |
| 6    | Davide Rebellin   | Miche          | s.t.     |
| 7    | Anthony Ravard    | AG2R La Mon.   | a 7"     |
| 8    | Lloyd Mondory     | AG2R La Mon.   | s.t.     |
| 9    | Pirmin Lang       | Atlas Personal | s.t.     |
| 10   | Emanuele Sella    | Androni Gioc.  | s.t.     |